# Iúrkovo
Iúrkovo (en rus: Юрково) és un poble de l'óblast de Vladímir, a Rússia, segons el cens del 2010 tenia 97 habitants. Pertany al districte municipal de Iúriev-Polski.